# Inezgane
Inezgane es una ciudad de la prefectura Inezgane-Aït Melloul localizada en la orilla norte del río Sus a unos 13 km al sur de Agadir, en la costa atlántica de Marruecos.

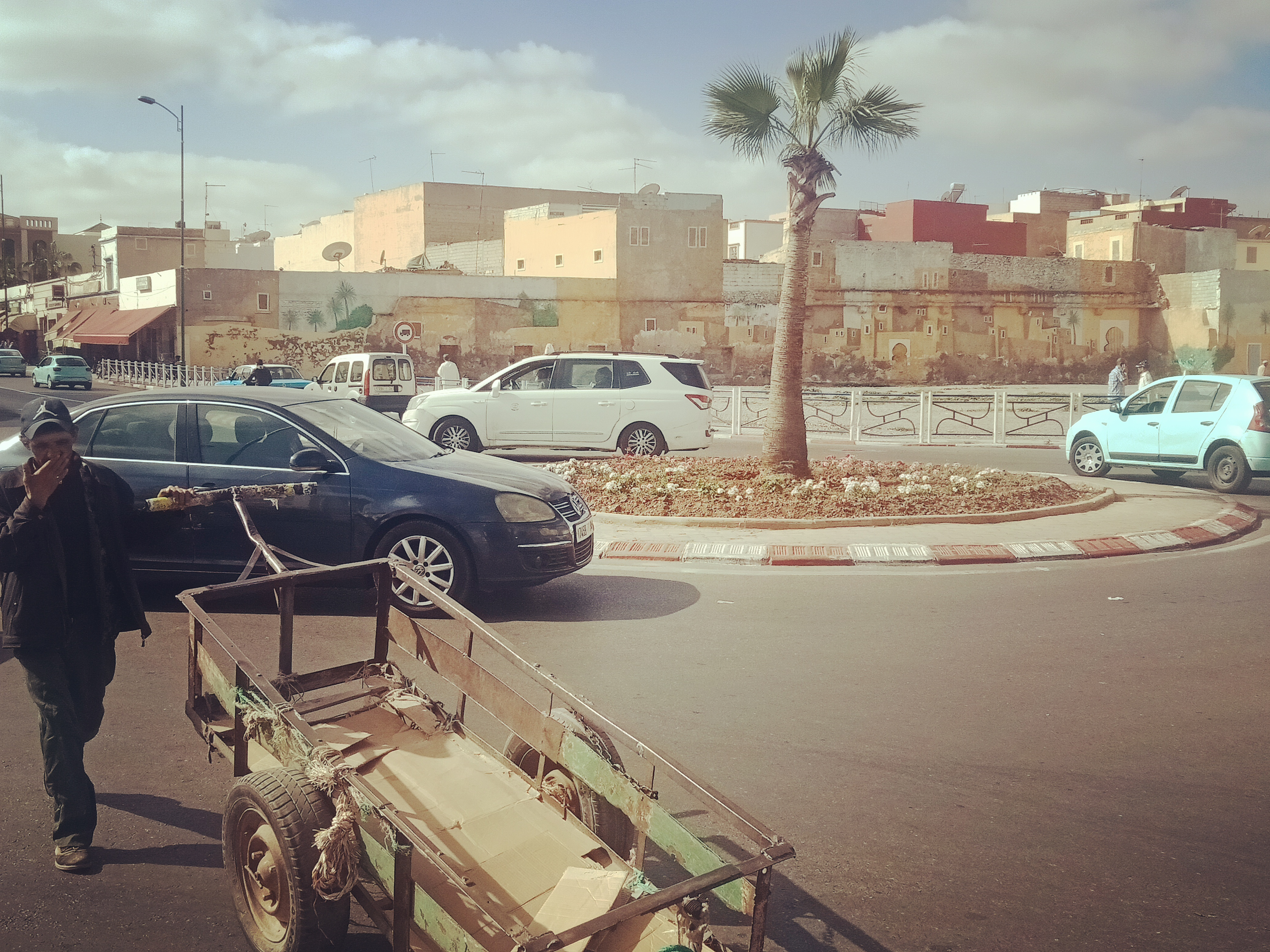
Inezgane (2020)

En muchos sentidos es un suburbio de Agadir, pero a diferencia de esta ciudad que se centra sobre todo en el turismo, Inezgane es una ciudad típica marroquí. Inezgane es el eje principal de transporte para la región, toda vez que se encuentra ubicada en la intersección de las carreteras N1, N8 y N10.
La ciudad es conocida no solo por sus zocos y joyería de plata, sino que también por su mercado alimenticio; en este contexto, el martes es el principal día de mercado en la ciudad debido a la afluencia de los pueblos vecinos quienes llegan a Inezgane a comercializar sus productos y comprar otros.
El nombre de Inezgane deriva de la palabra amazig Anzigane que significa «La cueva» o «Esa cueva», y es debido a la gran cantidad de cuevas del área.